# Thomas Newman
Thomas Montgomery Newman (ur. 20 października 1955 w Los Angeles) – amerykański kompozytor muzyki filmowej. Stworzył muzykę do ponad 70 filmów.

## Życiorys

### Młodość i wykształcenie
Thomas Newman urodził się 20 października 1955 w Los Angeles, w rodzinie o muzycznych tradycjach. Jego ojcem był jeden z najbardziej uznanych kompozytorów filmowych Hollywood – Alfred Newman, a matką – Martha Montgomery. Jest bratem kompozytora Davida Newmana oraz skrzypaczki i kompozytorki Marii Newman, a także kuzynem kompozytora Randy’ego Newmana. W dzieciństwie pobierał nauki gry na fortepianie oraz na skrzypcach. Przez dwa lata studiował na profilu muzycznym na Uniwersytecie Południowej Kalifornii (nauczał go między innymi David Raksin), a następnie uczęszczał na Uniwersytet Yale, który ukończył ze stopniem magistra.

### Kariera zawodowa
Po ukończeniu studiów Newman pisał muzykę do produkcji teatralnych oraz spektakli offowych na Broadwayu. Poza tym był członkiem zespołów The Innocents oraz Tokyo 77 w których grał na keyboardzie, a także pisał muzykę do piosenek. Swoje pierwsze drobne zlecenia w branży filmowej otrzymał dzięki rodzinnym koneksjom (jego wuj Lionel Newman był kierownikiem muzycznym w wytwórni Fox). W 1979 skomponował muzykę do serialu The Paper Chase (trzy ostatnie odcinki pierwszego sezonu serialu), a w 1983 otrzymał szansę zorkiestrowania niewielkiego fragmentu kompozycji Johna Williamsa do VI epizodu Gwiezdnych wojen.
Pierwszą kompozycją stworzoną przez Newmana na potrzeby filmu kinowego była muzyka do dramatu Buntownik z Eberton Jamesa Foleya w 1984 roku. Większy rozgłos w Hollywood przyniosła mu napisana rok później muzyka do komedii Rozpaczliwie poszukując Susan (1985) z Madonną w roli głównej. Dzięki niej został zauważony i do końca lat 80. tworzył oprawy muzyczne głównie do filmów rozrywkowych i komedii.
Do światowej czołówki Hollywood Newmanowi udało się przebić na początku lat 90. dzięki oprawom muzycznym do takich filmów jak Smażone zielone pomidory, Gracz, Zapach kobiety. W 1995 roku otrzymał dwie pierwsze nominacje do Oscara za filmy Skazani na Shawshank i Małe kobietki. Od tej pory zaczął tworzyć kompozycje do bardziej głośnych filmów i stał się autorem rozpoznawalnym, kojarzonym przede wszystkim z filmami obyczajowymi i psychologicznymi (Joe Black, Zaklinacz koni, Zielona mila). W 1996 kolejną nominację przyniosła mu muzyka do filmu Rodzinka z piekła rodem. W 1999 roku nawiązał współpracę z reżyserem Samem Mendesem, której owocem była muzyka do filmu American Beauty (nagroda Bafta i Grammy, nominacje do Oscara i Złotego Globu).
Po roku 2000 Newman stworzył muzykę do takich filmów jak Erin Brockovich, Lemony Snicket: Seria niefortunnych zdarzeń (nominacja do Oscara), Człowiek ringu, Dobry Niemiec (nominacja do Oscara), Służące. Kontynuował także współpracę z reżyserem Samem Mendesem przy filmach Droga do zatracenia (nominacja do Oscara), Jarhead. Żołnierz piechoty morskiej, Droga do szczęścia, oraz do dwóch filmów z serii o Jamesie Bondzie:Skyfall (nagroda BAFTA i nominacja do Oscara) i Spectre. W 2003 i 2008 roku napisał muzykę do filmów animowanych studia Pixar Gdzie jest Nemo? i WALL·E (za oba nominacje do Oscara i nominacja za piosenkę Down to Earth z filmu WALL·E napisaną wspólnie z Peterem Gabrielem). W 2015 roku skomponował muzykę do filmu Stevena Spielberga Most szpiegów (nominacja do Oscara i BAFTA).
Do tej pory Thomas Newman był nominowany do Oscara aż czternastokrotnie, nie zwyciężając ani razu.
Muzyka Newmana pojawia się także w serialach. W 1990 stworzył muzykę do pierwszego odcinka serialu Against the Law, w 2000 temat główny do serialu Boston Public, a rok później temat główny do Sześciu stóp pod ziemią (nagroda Emmy i dwie nagrody Grammy). W 2003 stworzył muzykę do miniserialu HBO Anioły w Ameryce, a w 2012 temat główny i muzykę do pierwszego odcinka serialu Newsroom.
Styl Thomasa Newmana należy do jednych z najbardziej rozpoznawanych w Hollywood. Jego wczesne kompozycje zdominowane były przez elektronikę. Jednak począwszy od lat 90. zaczął korzystać z tradycyjnego brzmienia orkiestry. Charakterystyczne dla jego kompozycji jest kameralne wykorzystanie zespołu instrumentalnego, miękko brzmiąca sekcja smyczkowa, minimalistyczny fortepian oraz awangardowe dźwięki perkusji. Newman wykorzystuje także niekonwencjonalne brzmienie instrumentów elektronicznych, a także instrumentów z różnych rejonów świata (takich jak mandolina, tabla, dundun, saz).
Stali współpracownicy Newmana to m.in. orkiestrator Thomas Pasatieri, edytor Bill Bernstein, a także muzycy: Rick Cox, George Doering, Chas Smith, Steve Kujala, Steve Tavaglione, Michael Fisher. Newman osobiście dyryguje swoimi utworami, a także wykonuje partie solowe na fortepianie i skrzypcach.

## Życie prywatne
Thomas Newman poślubił Ann Marie Zirbes. Razem mają trójkę dzieci: Evana, Julię i Jacka. Mieszka pod adresem 13730 Romany Dr Pacific Palisades, Los Angeles, w domu, w którym dorastał.

## Filmografia
| Rok  | Tytuł | Reżyser                       | Wydanie płytowe                                                     |
| ---- | --- | ----------------------------- | ------------------------------------------------------------------- |
| 1979 | The Paper Chase (serial TV) Odcinki 20, 21, 22 (sezon 1)                                                                                                  | John Jay Osborn Jr.           |                                                                     |
| 1984 | Buntownik z Eberton (Reckless) | James Foley                   |                                                                     |
| 1984 | Zemsta frajerów (Revenge of the Nerds) | Jeff Kanew                    |                                                                     |
| 1984 | USA, widok ogólny (Grandview U.S.A.) | Randal Kleiser                |                                                                     |
| 1984 | The Seduction of Gina (film TV) | Jerrold Freedman              |                                                                     |
| 1985 | Rozpaczliwie poszukując Susan (Desperately Seeking Susan)                                                                                                 | Susan Seidelman               | Varèse Sarabande (1991). (Razem z muzyką z filmu Mężczyzna idealny) |
| 1985 | Dziewczyny chcą się bawić (Girls Just Want to Have Fun)                                                                                                   | Alan Metter                   |                                                                     |
| 1985 | Człowiek w czerwonym bucie (The Man with One Red Shoe) | Stan Dragoti                  |                                                                     |
| 1985 | Prawdziwy geniusz (Real Genius) | Martha Coolidge               |                                                                     |
| 1985 | Summer's End (krótkometrażowy) | Beth Brickell                 |                                                                     |
| 1985 | Nowa seria Alfred Hitchcock przedstawia (The New Alfred Hitchcock Presents) (serial TV) Odcinki: 11. The Human Interest Story i 21. The Creeper (sezon 1) | Larry Gross Christopher Crowe |                                                                     |
| 1985 | Niesamowite historie (Amazing Stories) (serial TV) Odcinek 11: Santa '85 (sezon 1)                                                                        | Phil Joanou                   | Intrada (2006) (Album The Amazing Stories: Anthology Two)           |
| 1986 | Gung Ho | Ron Howard                    | Milan (1997) Album Passions and Achievements (1 utwór T. Newmana)   |
| 1986 | Jumpin’ Jack Flash | Penny Marshall                | Mercury (1987) / Spectrum (1995) (2 utwory T. Newmana)              |
| 1986 | Żywe srebro (Quicksilver) Muzyka dodatkowa (Główny kompozytor: Tony Banks)                                                                                | Tom Donnelly                  |                                                                     |
| 1987 | Światło dnia (Light of Day) | Paul Schrader                 | CBS (1987) (1 utwór T. Newmana)                                     |
| 1987 | Straceni chłopcy (The Lost Boys) | Joel Schumacher               | Atlantic (1987) (1 utwór T. Newmana)                                |
| 1987 | Mniej niż zero (Less Than Zero) | Marek Kanievska               |                                                                     |
| 1988 | Książę Pensylwanii (The Prince of Pennsylvania) | Ron Nyswaner                  |                                                                     |
| 1988 | Na łonie natury (The Great Outdoors) | Howard Deutch                 | Atlantic (1988) (1 utwór T. Newmana)                                |
| 1989 | Cookie | Susan Seidelman               | UNI (1989) (1 utwór T. Newmana)                                     |
| 1990 | Mężczyźni nie odchodzą (Men Don't Leave) | Paul Brickman                 |                                                                     |
| 1990 | Fala przemocy (Heat Wave) (film TV) | Kevin Hooks                   |                                                                     |
| 1990 | Against the Law (serial TV) Temat przewodni i odcinek 1.                                                                                                  | Peter Ellis                   |                                                                     |
| 1990 | Nagie tango (Naked Tango) | Leonard Schrader              |                                                                     |
| 1990 | Witaj w domu, Roxy Carmichael (Welcome Home, Roxy Carmichael)                                                                                             | Jim Abrahams                  | Varèse Sarabande (1990)                                             |
| 1991 | Szansa dla karierowicza (Career Opportunities) | Bryan Gordon                  | Curb (1991) (3 utwory T. Newmana)                                   |
| 1991 | Oszukana (Deceived) | Damian Harris                 |                                                                     |
| 1991 | Ekstaza (The Rapture) | Michael Tolkin                | Polydor (1991)                                                      |
| 1991 | Numer nie z tej ziemi (The Linguini Incident) | Richard Shepard               | Varèse Sarabande (1992)                                             |
| 1991 | Smażone zielone pomidory (Fried Green Tomatoes) | Jon Avnet                     | MCA (1992)                                                          |
| 1992 | Those Secrets (film TV) | David Manson                  | Masters Film Music (1992)                                           |
| 1992 | Gracz (The Player) | Robert Altman                 | Varèse Sarabande (1992)                                             |
| 1992 | Szepty w mroku (Whispers in the Dark) | Christopher Crowe             | Intrada (2012)                                                      |
| 1992 | Obywatel Cohn (Citizen Cohn) (film TV) | Frank Pierson                 |                                                                     |
| 1992 | Zapach kobiety (Scent of a Woman) | Martin Brest                  | MCA (1993)                                                          |
| 1993 | Krew z krwi, kość z kości (Flesh and Bone) | Steve Kloves                  | Varèse Sarabande (1993)                                             |
| 1993 | Ucieczka w nieznane (Josh and S.A.M.) | Billy Weber                   | Varèse Sarabande (1993)                                             |
| 1994 | Ich troje (Threesome) | Andrew Fleming                | Varèse Sarabande (1996) (razem z muzyką z filmu American Buffalo)   |
| 1994 | Przysługa (The Favor) | Donald Petrie                 |                                                                     |
| 1994 | Skazani na Shawshank (The Shawshank Redemption) | Frank Darabont                | Sony BMG (1994)                                                     |
| 1994 | Wojna (The War) | Jon Avnet                     | MCA (1994)                                                          |
| 1994 | Corrina, Corrina Kompozytor głównych tematów (Główny kompozytor: Rick Cox)                                                                                | Jessie Nelson                 |                                                                     |
| 1994 | Małe kobietki (Little Women) | Gillian Armstrong             | Sony Classical (1995)                                               |
| 1995 | Rodzinka z piekła rodem (Unstrung Heroes) | Diane Keaton                  | Hollywood Records (1995)                                            |
| 1995 | Skrawki życia (How to Make an American Quilt) | Jocelyn Moorhouse             | MCA (1995)                                                          |
| 1996 | Namiętności (Up Close and Personal) | Jon Avnet                     | Hollywood Records (1996)                                            |
| 1996 | Fenomen (Phenomenon) | Jon Turteltaub                | Reprise (1996) (1 utwór T. Newmana)                                 |
| 1996 | American Buffalo | Michael Corrente              | Varèse Sarabande (1996) (razem z muzyką z filmu Ich troje)          |
| 1996 | Skandalista Larry Flynt (The People vs. Larry Flynt) | Miloš Forman                  | Angel Records (1996)                                                |
| 1997 | Miejski obłęd (Mad City) | Costa-Gavras                  | Varèse Sarabande (1997)                                             |
| 1997 | Fatalna namiętność (Red Corner) | Jon Avnet                     | Edel America (1997)                                                 |
| 1997 | Oskar i Lucinda (Oscar and Lucinda) | Gillian Armstrong             | Sony Classical (1997)                                               |
| 1998 | Zaklinacz koni (The Horse Whisperer) | Robert Redford                | Hollywood Records (1998)                                            |
| 1998 | Joe Black (Meet Joe Black) | Martin Brest                  | Universal Records (1998)                                            |
| 1999 | American Beauty | Sam Mendes                    | DreamWorks (2000)                                                   |
| 1999 | Zielona mila (The Green Mile) | Frank Darabont                | Warner Bros. (1999)                                                 |
| 2000 | Erin Brockovich | Steven Soderbergh             | Sony Classical (2000)                                               |
| 2000 | Boston Public (serial TV) Temat przewodni | David E. Kelley               |                                                                     |
| 2000 | Podaj dalej (Pay It Forward) | Mimi Leder                    | Varèse Sarabande (2000)                                             |
| 2001 | Sześć stóp pod ziemią (Six Feet Under) (serial TV) Motyw przewodni                                                                                        | Alan Ball                     | Universal Music (2002) (1 utwór T. Newmana)                         |
| 2001 | Za drzwiami sypialni (In the Bedroom) | Todd Field                    | Varèse Sarabande (2002)                                             |
| 2002 | Jezioro Salton (The Salton Sea) | D.J. Caruso                   | Varèse Sarabande (2002)                                             |
| 2002 | Droga do zatracenia (The Road to Perdition) | Sam Mendes                    | Decca Records (2002)                                                |
| 2002 | Biały oleander (White Oleander) | Peter Kosminsky               | Varèse Sarabande (2002)                                             |
| 2003 | Gdzie jest Nemo? (Finding Nemo) | Andrew Stanton                | Walt Disney Records (2003)                                          |
| 2003 | Anioły w Ameryce (Angels in America) (ministerial) | Mike Nichols                  | Nonesuch (2003)                                                     |
| 2004 | Lemony Snicket: Seria niefortunnych zdarzeń (Lemony Snicket's A Series of Unfortunate Events)                                                             | Brad Silberling               | Sony Classical (2004)                                               |
| 2005 | Człowiek ringu (Cinderella Man) | Ron Howard                    | Decca Records (2005)                                                |
| 2005 | Jarhead. Żołnierz piechoty morskiej (Jarhead) | Sam Mendes                    | Decca Records (2005)                                                |
| 2006 | Małe dzieci (Little Children) | Todd Field                    | Silva Screen Records (2007)                                         |
| 2006 | Dobry Niemiec (The Good German) | Steven Soderbergh             | Varèse Sarabande (2007)                                             |
| 2007 | Nic świętego | Alan Ball                     | Lakeshore Records (2008)                                            |
| 2008 | WALL·E | Andrew Stanton                | Walt Disney Records (2008)                                          |
| 2008 | Droga do szczęścia (Revolutionary Road) | Sam Mendes                    | Nonesuch (2008)                                                     |
| 2009 | Bracia (Brothers) | Jim Sheridan                  | Relativity Music Group (2009)                                       |
| 2010 | Dług (The Debt) | John Madden                   | Relativity Music Group / Silva Screen Music (2011)                  |
| 2011 | Władcy umysłów (The Adjustment Bureau) | George Nolfi                  | Relativity Music Group (2011)                                       |
| 2011 | Służące (The Help) | Tate Taylor                   | Varèse Sarabande (2011)                                             |
| 2011 | Żelazna Dama (The Iron Lady) | Phyllida Lloyd                | Sony Classical (2011)                                               |
| 2012 | Hotel Marigold (The Best Exotic Marigold Hotel) | John Madden                   | Sony Classical (2012)                                               |
| 2012 | Newsroom (The Newsroom) (serial TV) Motyw przewodni i odcinek 1.                                                                                          | Greg Mottola                  |                                                                     |
| 2012 | Skyfall | Sam Mendes                    | Sony Classical (2012)                                               |
| 2013 | Panaceum (Side Effects) | Steven Soderbergh             | Varèse Sarabande (2013)                                             |
| 2013 | Ratując pana Banksa (Saving Mr. Banks) | John Lee Hancock              | Walt Disney Records (2013)                                          |
| 2014 | Get on Up: Historia Jamesa Browna (Get on Up) | Tate Taylor                   |                                                                     |
| 2014 | Sędzia (The Judge) | David Dobkin                  | WaterTower Music (2014)                                             |
| 2015 | Drugi hotel Marigold (The Second Best Exotic Marigold Hotel)                                                                                              | John Madden                   | Sony Classics (2015)                                                |
| 2015 | To ja, Malala (He Named Me Malala) (film dokumentalny) | Davis Guggenheim              | Sony Classical (2015)                                               |
| 2015 | Spectre | Sam Mendes                    | Decca Records (2015)                                                |
| 2015 | Most szpiegów (Bridge of Spies) | Steven Spielberg              | Hollywood Records (2015)                                            |
| 2016 | Gdzie jest Dory? (Finding Dory) | Andrew Stanton                | Walt Disney Records (2016)                                          |
| 2016 | Pasażerowie (Passengers) | Morten Tyldum                 | Sony Classical (2016)                                               |
| 2017 | Powiernik królowej (Victoria and Abdul) | Stephen Frears                |                                                                     |
| 2017 | Chwała bohaterom (Thank You for Your Service) | Jason Hall                    |                                                                     |
| 2019 | 1917 | Sam Mendes                    |                                                                     |
| 2022 | Mężczyzna imieniem Otto (A Man Called Otto) | Marc Forster                  |                                                                     |

## Inne prace
Thomas Newman na początku lat 80. był członkiem pop-rockowego zespołu (grał na keyboardzie) The Innocents (wspólnie z Michaelem Convertino vel Hurtem, Tonym Kowalskim, Chrisem Kayem i Martenem Inglem). W 1982 roku nakładem wytwórni Boardwalk zespół wydał jedyny album The Innocents.
Newman był także członkiem zespołu Tokyo 77 (muzyka alternatywna) (wspólnie z Rickiem Coxem, Chasem Smithem i George’em Buddem). Muzyka zespołu nagrana w latach 1989 – 2000 została wydana w 2002 roku na albumie Tokyo 77. Newman często współpracuje z muzykami z zespołu przy swoich filmowych kompozycjach.
Poza kompozycjami do filmów, Newman w 1996 roku skomponował 7 minutowy utwór Reach Forth Our Hands (Cleveland Greeting, 1896) z okazji obchodów dwóchsetlecia miasta Cleveland. W 2009 roku kompozytor stworzył 25 minutową suitę It Got Darkna kwartet smyczkowy i orkiestrę.
Kompozycje Newmana znajdują swoje zastosowanie także poza filmami, do których zostały pierwotnie skomponowane. Pojawiają się w wielu zwiastunach filmowych, w filmach dokumentalnych, krótkometrażowych i fabularnych (np. Madagaskar, Złoto pustyni), podczas wydarzeń tj. Igrzyska Olimpijskie 2000 i 2002 lub w muzyce popularnej (np. podkład fortepianowy w piosence Seala My Vision).

## Nagrody i wyróżnienia
| Nagroda                                           | Rok  | Kategoria                                                                     | Wyróżnienie za film:                                                                                 | Nominacja / Wygrana |
| ------------------------------------------------- | ---- | ----------------------------------------------------------------------------- | --- | ------------------- |
| Nagroda Akademii Filmowej (Oscary)                | 1995 | Najlepsza muzyka                                                              | Małe kobietki                                                                                        | Nominacja           |
| Nagroda Akademii Filmowej (Oscary)                | 1995 | Najlepsza muzyka                                                              | Skazani na Shawshank                                                                                 | Nominacja           |
| Nagroda Akademii Filmowej (Oscary)                | 1996 | Najlepsza muzyka w komedii / musicalu                                         | Rodzinka z piekła rodem                                                                              | Nominacja           |
| Nagroda Akademii Filmowej (Oscary)                | 2000 | Najlepsza muzyka                                                              | American Beauty                                                                                      | Nominacja           |
| Nagroda Akademii Filmowej (Oscary)                | 2003 | Najlepsza muzyka                                                              | Droga do zatracenia                                                                                  | Nominacja           |
| Nagroda Akademii Filmowej (Oscary)                | 2004 | Najlepsza muzyka                                                              | Gdzie jest Nemo?                                                                                     | Nominacja           |
| Nagroda Akademii Filmowej (Oscary)                | 2005 | Najlepsza muzyka                                                              | Lemony Snicket: Seria niefortunnych zdarzeń                                                          | Nominacja           |
| Nagroda Akademii Filmowej (Oscary)                | 2007 | Najlepsza muzyka                                                              | Dobry Niemiec                                                                                        | Nominacja           |
| Nagroda Akademii Filmowej (Oscary)                | 2009 | Najlepsza muzyka                                                              | WALL·E                                                                                               | Nominacja           |
| Nagroda Akademii Filmowej (Oscary)                | 2009 | Najlepsza oryginalna piosenka filmowa                                         | WALL·E (wraz z Peterem Gabrielem) za piosenkę Down to Earth                                          | Nominacja           |
| Nagroda Akademii Filmowej (Oscary)                | 2013 | Najlepsza muzyka                                                              | Skyfall                                                                                              | Nominacja           |
| Nagroda Akademii Filmowej (Oscary)                | 2014 | Najlepsza muzyka                                                              | Ratując pana Banksa                                                                                  | Nominacja           |
| Nagroda Akademii Filmowej (Oscary)                | 2016 | Najlepsza muzyka                                                              | Most szpiegów                                                                                        | Nominacja           |
| Nagroda Akademii Filmowej (Oscary)                | 2017 | Najlepsza muzyka                                                              | Pasażerowie                                                                                          | Nominacja           |
| Złote Globy                                       | 2000 | Najlepsza muzyka                                                              | American Beauty                                                                                      | Nominacja           |
| Złote Globy                                       | 2009 | Najlepsza piosenka                                                            | WALL·E (wraz z Peterem Gabrielem) za piosenkę Down to Earth                                          | Nominacja           |
| Złote Globy                                       | 2012 | Najlepsza piosenka                                                            | Służące (wraz z Mary J. Blige, Harveyem Masonen Jr. i Damonem Thomasem) za piosenkę The Living Proof | Nominacja           |
| Nagroda Brytyjskiej Akademii Filmowej (BAFTA)     | 2000 | Najlepsza muzyka                                                              | American Beauty                                                                                      | Wygrana             |
| Nagroda Brytyjskiej Akademii Filmowej (BAFTA)     | 2009 | Najlepsza muzyka                                                              | WALL·E                                                                                               | Nominacja           |
| Nagroda Brytyjskiej Akademii Filmowej (BAFTA)     | 2009 | Najlepsza muzyka                                                              | Skyfall                                                                                              | Wygrana             |
| Nagroda Brytyjskiej Akademii Filmowej (BAFTA)     | 2014 | Najlepsza muzyka                                                              | Ratując pana Banksa                                                                                  | Nominacja           |
| Nagroda Brytyjskiej Akademii Filmowej (BAFTA)     | 2016 | Najlepsza muzyka                                                              | Most szpiegów                                                                                        | Nominacja           |
| Nagroda Grammy                                    | 1995 | Najlepsza muzyka do filmu kinowego lub telewizyjnego                          | Skazani na Shawshank                                                                                 | Nominacja           |
| Nagroda Grammy                                    | 1997 | Najlepsza muzyka do filmu kinowego lub telewizyjnego                          | Rodzinka z piekła rodem                                                                              | Nominacja           |
| Nagroda Grammy                                    | 2001 | Najlepsza muzyka do filmu kinowego, telewizyjnego lub innej formy wizualnej   | American Beauty                                                                                      | Wygrana             |
| Nagroda Grammy                                    | 2003 | Najlepsza kompozycja instrumentalna                                           | Sześć stóp pod ziemią za utwór Title Theme                                                           | Wygrana             |
| Nagroda Grammy                                    | 2003 | Najlepsza aranżacja instrumentalna                                            | Sześć stóp pod ziemią za utwór Title Theme                                                           | Wygrana             |
| Nagroda Grammy                                    | 2005 | Najlepsza muzyka do filmu kinowego, telewizyjnego lub innej formy wizualnej   | Anioły w Ameryce                                                                                     | Nominacja           |
| Nagroda Grammy                                    | 2009 | Najlepsza muzyka do filmu kinowego, telewizyjnego lub innej formy wizualnej   | WALL·E                                                                                               | Nominacja           |
| Nagroda Grammy                                    | 2009 | Najlepsza piosenka do filmu kinowego, telewizyjnego lub innej formy wizualnej | WALL·E (wraz z Peterem Gabrielem) za piosenkę Down to Earth                                          | Wygrana             |
| Nagroda Grammy                                    | 2009 | Najlepsza aranżacja instrumentalna                                            | WALL·E (wraz z Peterem Gabrielem) za utwór Define Dancing                                            | Wygrana             |
| Nagroda Grammy                                    | 2014 | Najlepsza muzyka do formy wizualnej                                           | Skyfall                                                                                              | Wygrana             |
| Nagroda Grammy                                    | 2015 | Najlepsza muzyka do formy wizualnej                                           | Ratując pana Banksa                                                                                  | Nominacja           |
| Nagroda Grammy                                    | 2017 | Najlepsza muzyka do formy wizualnej                                           | Most szpiegów                                                                                        | Nominacja           |
| Nagroda Grammy                                    | 2017 | Najlepsza kompozycja instrumentalna                                           | Most szpiegów za utwór Bridge Of Spies (End Title)                                                   | Nominacja           |
| Nagroda Emmy                                      | 1991 | Najlepszy muzyczny motyw przewodni                                            | Against the Law                                                                                      | Nominacja           |
| Nagroda Emmy                                      | 2002 | Najlepszy muzyczny motyw przewodni                                            | Sześć stóp pod ziemią                                                                                | Wygrana             |
| Nagroda Annie                                     | 2004 | Najlepsza muzyka do animacji                                                  | Gdzie jest Nemo?                                                                                     | Wygrana             |
| Nagroda Światowej Akademii Muzyki Filmowej (WSA)  | 2003 | Muzyka filmowa roku                                                           | Droga do zatracenia                                                                                  | Nominacja           |
| Nagroda Światowej Akademii Muzyki Filmowej (WSA)  | 2005 | Kompozytor roku                                                               | Lemony Snicket: Seria niefortunnych zdarzeń                                                          | Nominacja           |
| Nagroda Światowej Akademii Muzyki Filmowej (WSA)  | 2008 | Najlepsza piosenka filmowa                                                    | WALL·E (wraz z Peterem Gabrielem) za piosenkę Down to Earth                                          | Wygrana             |
| Nagroda Światowej Akademii Muzyki Filmowej (WSA)  | 2008 | Muzyka filmowa roku                                                           | WALL·E                                                                                               | Nominacja           |
| Nagroda Światowej Akademii Muzyki Filmowej (WSA)  | 2013 | Kompozytor roku                                                               | Panaceum, Skyfall                                                                                    | Nominacja           |
| Nagroda Światowej Akademii Muzyki Filmowej (WSA)  | 2013 | Muzyka filmowa roku                                                           | Skyfall                                                                                              | Nominacja           |
| Nagroda Światowej Akademii Muzyki Filmowej (WSA)  | 2016 | Kompozytor roku                                                               | Most szpiegów, Gdzie jest Dory?, Spectre                                                             | Nominacja           |
| Nagroda Australijskiego Instytutu Filmowego (AFI) | 1998 | Najlepsza muzyka                                                              | Oskar i Lucinda                                                                                      | Wygrana             |
| Nagroda Satelita                                  | 2004 | Najlepsza muzyka                                                              | Gdzie jest Nemo?                                                                                     | Nominacja           |
| Nagroda Satelita                                  | 2008 | Najlepsza muzyka                                                              | WALL·E                                                                                               | Nominacja           |
| Nagroda Satelita                                  | 2012 | Najlepsza muzyka                                                              | Skyfall                                                                                              | Nominacja           |
| Nagroda Satelita                                  | 2015 | Najlepsza muzyka                                                              | Spectre                                                                                              | Nominacja           |
| Nagroda Saturn                                    | 1999 | Najlepsza muzyka                                                              | Joe Black                                                                                            | Nominacja           |
| Nagroda Saturn                                    | 2000 | Najlepsza muzyka                                                              | Zielona mila                                                                                         | Nominacja           |
| Nagroda Saturn                                    | 2004 | Najlepsza muzyka                                                              | Gdzie jest Nemo?                                                                                     | Nominacja           |
| Nagroda Saturn                                    | 2013 | Najlepsza muzyka                                                              | Skyfall                                                                                              | Nominacja           |
| Nagroda Saturn                                    | 2017 | Najlepsza muzyka                                                              | Pasażerowie                                                                                          | Nominacja           |
| Classical Brit Award                              | 2010 | Muzyka filmowa roku                                                           | Droga do szczęścia                                                                                   | Wygrana             |

### Pozostałe wyróżnienia
Hollywood Film Awards
- 2004 – Wygrana – Kompozytor roku

Międzynarodowy Festiwal Filmowy w Palm Springs
- 2006 – Wygrana – Nagroda Fredericka Loewe'a dla Najlepszego Kompozytora
- 2014 – Wygrana – Nagroda Fredericka Loewe'a dla Najlepszego Kompozytora (za muzykę do filmu Ratując pana Banksa)

Nagroda Broadcast Film Critics Association (Critics’ Choice Awards)
- 2007 – Nominacja – Najlepszy kompozytor – za muzykę do filmu Dobry Niemiec
- 2009 – Nominacja – Najlepsza piosenka – za piosenkę Down to Earth z filmu WALL·E (wraz z Peterem Gabrielem)
- 2012 – Nominacja – Najlepsza piosenka – za piosenkę The Living Proof z filmu Służące (wraz z Mary J. Blige i Harveyem Masonen Jr.)
- 2014 – Nominacja – Najlepsza muzyka – za muzykę do filmu Ratując pana Banksa

Nagroda Czarna Szpula
- 2012 – Wygrana – Najlepsza muzyka – za muzykę do filmu Służące
- 2012 – Wygrana – Najlepsza piosenka – za piosenkę The Living Proof z filmu Służące (wraz z Mary J. Blige, Harveyem Masonen Jr. i Damonem Thomasem)

Nagroda Online Film Critics Society
- 2000 – Nominacja – Najlepsza muzyka – za muzykę do filmu American Beauty
- 2009 – Nominacja – Najlepsza muzyka – za muzykę do filmu WALL·E

Nagroda Central Ohio Film Critics Association
- 2014 – Nominacja – Najlepsza muzyka – za muzykę do filmu Ratując pana Banksa

Nagroda Chicago Film Critics Association
- 2008 – Wygrana – Najlepsza muzyka – za muzykę do filmu WALL·E

Nagroda Las Vegas Film Critics Society (Sierra Award)
- 2000 – Nominacja – Najlepsza muzyka – za muzykę do filmu American Beauty
- 2006 – Wygrana – Najlepsza muzyka – za muzykę do filmu Dobry Niemiec

Nagroda Los Angeles Film Critics Association Awards
- 2006 – Drugie miejsce – Najlepsza muzyka – za muzykę do filmu Dobry Niemiec i Małe dzieci

Nagroda Phoenix Film Critics Society
- 2003 – Nominacja – Najlepsza muzyka – za muzykę do filmu Droga do zatracenia
- 2011 – Nominacja – Najlepsza piosenka – za piosenkę The Living Proof z filmu Służące (wraz z Mary J. Blige i Harveyem Masonen Jr.)
- 2012 – Nominacja – Najlepsza muzyka – za muzykę do filmu Skyfall
- 2013 – Nominacja – Najlepsza muzyka – za muzykę do filmu Ratując pana Banksa
- 2015 – Wygrana – Najlepsza muzyka – za muzykę do filmu Most szpiegów

Nagroda Film Critics Circle of Australia
- 1999 – Nominacja – Najlepsza muzyka – za muzykę do filmu Oskar i Lucinda

Nagroda BMI Film & TV
Nagroda BMI Film Music
- 1987 – Gung Ho
- 1993 – Smażone zielone pomidory
- 1994 – Zapach kobiety
- 1995 – Małe kobietki
- 1997 – Fenomen
- 1999 – Zaklinacz koni
- 2000 – American Beauty
- 2000 – Zielona mila
- 2000 – Erin Brockovich
- 2000 – Nagroda specjalna im. Richarda Kirka
- 2003 – Droga do zatracenia
- 2004 – Gdzie jest Nemo?
- 2005 – Lemony Snicket: Seria niefortunnych zdarzeń
- 2009 – WALL·E
- 2012 – Służące
- 2013 – Skyfall
- 2016 – Most szpiegów

Nagroda BMI Cable Award
- 2002 – Sześć stóp pod ziemią